# Rue Weygand

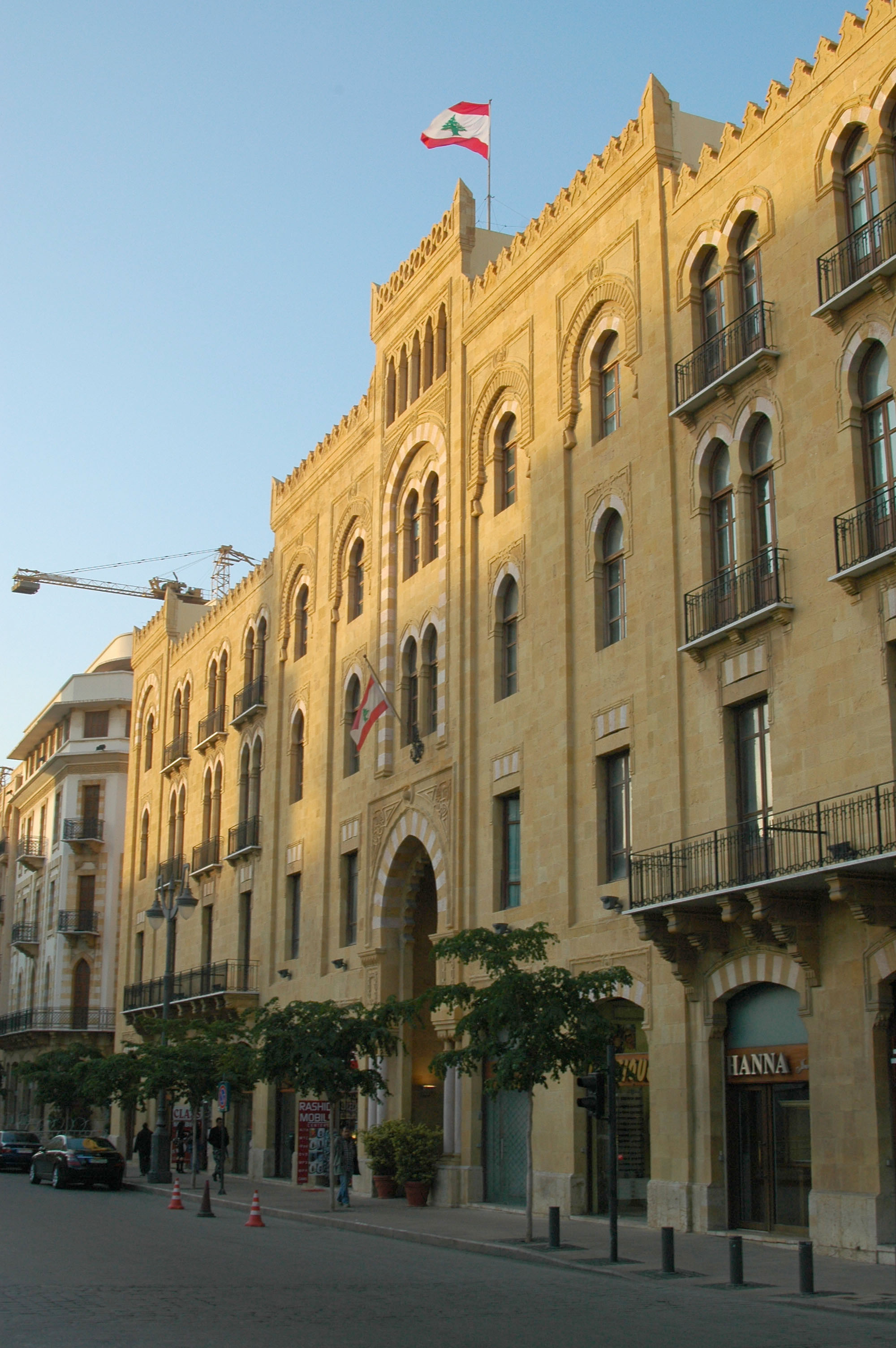
L'hôtel de ville de Beyrouth donnant rue Weygand.

La rue Weygand est une rue de Beyrouth, capitale du Liban. 

## Situation et accès
La rue Weygand, qui se trouve dans le quartier d'affaires du centre-ville, est une rue à sens unique qui s'étend d'est en ouest ; elle commence boulevard Georges-Haddad et tourne rue Georges-Picot (rebaptisée rue Omar-Daouk) qui coupe le quartier de Wadi Abou Jamil. 

## Origine du nom
Elle rend hommage à Maxime Weygand, haut-commissaire de France au Levant, qui servit du 19 avril 1923 au 29 novembre 1924. 

## Historique
La rue s'appelait à l'origine « rue Nouvelle » et a été percée à la suite du plan d'urbanisme de 1915. Lorsqu'elle a été terminée, elle a reçu son nom actuel. 
L'archéologue français Jean Lauffray a révélé que la « rue Weygand » suivait l'ancien tracé du « decumanus » romain. Des sols pavés de mosaïques romaines et byzantines ont été découverts lors de fouilles archéologiques, ainsi que des vestiges qui témoignent que la rue était une voie commerçante d'importance avant l'hellénisation de la Phénicie.  
Avant la guerre, la ligne de tramway n° 2 allait de la gare du Phare à la rue de Damas en passant par la rue Weygand.

## Bâtiments remarquables et lieux de mémoire
La municipalité de Beyrouth se trouve rue Weygand. Des boutiques de luxe et des hôtels, comme Le Gray, s'y trouvent aussi. Les souks de Beyrouth donnent aussi rue Weygand.

### Dans la littérature
- The Arms of the Mantis de Robert Charles (1978) : « Sam Terrell était à ce moment en train de rôder sur le toit d'un immeuble de grande hauteur donnant rue Weygand. »
- Le Laboureur des eaux de Hoda Barakat (1998) : « Je sortis rue Maarad, en pensant que je pourrais aller aussi loin que la rue Weygand et que de là je pourrais rentrer à la maison planter des pousses avant qu'elles ne fanent. »